# Дом Г. И. Пастухова и М. Д. Губина
Дом Г. И. Пастухова и М. Д. Губина — двухэтажное здание в посёлке Колывань Новосибирской области, построенное в 1889 году. Памятник архитектуры регионального значения.

## История
Дом построил Гаврила Иванович Пастухов, купец III, II и I гильдий, меценат, общественный деятель, почётный гражданин города Колывани, один из самых обеспеченных её жителей.
Позднее владельцем здания стал купец Михаил Дементьевич Губин, будущий участник Колыванского восстания против советской власти 1920 года.
В 2000—2001 годах Научно-производственный центр по сохранению историко-культурного наследия Новосибирской области провёл реставрацию здания.

## Описание
Памятник архитектуры находится в историческом центре Колывани, главный восточный фасад выходит на красную линию застройки Революционного проспекта.
Построенное из красного кирпича прямоугольное в плане здание отделано штукатуркой.
Восточный фасад симметричен, его композицию по центру выделяет протяжённый на три окна балкон.
Тонкая горизонтальная тяга над цокольным этажом служит «опорой» для окон первого этажа с лучковым завершением. Со стороны боковых фасадов окна первого этажа украшены наличниками с замковым камнем.
Сильно вытянутые по вертикали прямоугольные окна второго этажа обрамлены наличниками с лобовой доской, украшенной рельефным геометрическим орнаментом.
Красивые пропорции окон подчёркнуты рисунком переплёта на девять стёкол.
На главном фасаде симметрично расположены два аттика с лучковым завершением, соединённые ажурным кованым парапетом, аналогичным решётке балкона. Тимпоны аттиков акцентированы расположенными по центру ширинками и окаймлены тягами и лучковыми карнизами.
Рустованные на первом и гладкие (со стилизованными базой и капителью) на втором этаже пилястры вместе с аттиками подчёркивают по горизонтали трёхчастное деление главного фасада.
Состоящий из мелких профилей карниз тянется по всему периметру дома.
Расположенные под окнами второго этажа горизонтальные тяги делят здание по вертикали.
Габариты здания в плане — 15,9 × 16,8.